# Ко е Созан
Ко е Созан (фр. Caux-et-Sauzens) насеље је и општина у јужној Француској у региону Лангдок-Русијон, у департману Од која припада префектури Каркасон.
По подацима из 2011. године у општини је живело 802 становника, а густина насељености је износила 89,11 становника/km². Општина се простире на површини од 9 km². Налази се на средњој надморској висини од 150 метара (максималној 177 m, а минималној 103 m).

## Демографија
| 1962. | 1968. | 1975. | 1982. | 1990. | 1999. | 2011. |
| ----- | ----- | ----- | ----- | ----- | ----- | ----- |
| 450   | 429   | 516   | 594   | 705   | 739   | 802   |

График промене броја становника у току последњих година